# Championnat de Roumanie de football 1910-1911
Navigation
Saison précédente Saison suivante
La saison 1910-1911 du Championnat de Roumanie de football est la 2e édition de la première division roumaine. Cette compétition a eu lieu sous le nom de Cupa Herzog.
Trois clubs seulement participent au championnat. C'est le club de l'Olimpia Bucarest, tenant du titre, qui remporte cette deuxième édition et donc son deuxième titre de champion de Roumanie.

## Les 3 clubs participants
- Olimpia Bucarest
- Colentina Bucarest
- United Ploiești

## Compétition

### Classement
Le barème de points servant à établir le classement se décompose ainsi :
- Victoire : 2 points
- Match nul : 1 point
- Défaite : 0 point

| Rang | Équipe               | Pts | J | G | N | P | Bp | Bc | Diff |
| ---- | -------------------- | --- | - | - | - | - | -- | -- | ---- |
| 1    | Olimpia Bucarest (T) | 5   | 3 | 2 | 1 | 0 | 7  | 3  | +4   |
| 2    | United Ploiești      | 3   | 3 | 1 | 1 | 1 | 6  | 7  | -1   |
| 3    | Colentina Bucarest   | 0   | 2 | 0 | 0 | 2 | 3  | 6  | -3   |

|  | Champion de Roumanie 1910-1911 |

### Matchs
| Résultats (▼dom., ►ext.)                                   | Oli | Col | Plo |
| Olimpia Bucarest                                           |     | 2-1 | 1-1 |
| Colentina Bucarest                                         |     |     |     |
| United Ploiești                                            | 1-4 | 4-2 |     |
| - Victoire à domicile - Match nul - Victoire à l'extérieur |     |     |     |

- Les 2 derniers matchs n'ont pas été disputés.

## Bilan de la saison
| Tableau d'Honneur                   |                  |
| Compétition                         | Vainqueur        |
| Championnat de Roumanie de football | Olimpia Bucarest |